# Скок на височина
Високият скок или скок на височина е лекоатлетическа дисциплина, при която състезателите трябва да прескочат хоризонтална летва, сложена на точно премерена височина. Етапите на скока са: засилване чрез бягане, подготовка за отблъскване, отблъскване, преминаване над летвата и приземяване. Изисква отскокливост и координация на движенията от спортистите.
Провежда се през летния и зимния сезон. Част е от програмата за мъже на олимпийските игри още от първите съвременни олимпийски игри през 1896 г. Високият скок и овчарският скок са двете дисциплини, целящи вертикално движение в олимпийската програма. Скокът на височина е един от първите спортове, счетени за приемливи за жени, като за пръв път състезание на висок скок за жени е включено на Летните олимпийските игри през 1928 г. в Амстердам.
В историята в хронологичен ред са използвани различни стилове на скачане: директен подход, прекрачване (ножица), вълнà, превъртане, коремно преобръщане, гръбно преобръщане (стил Фосбъри). С последната техника Стефка Костадинова от България поставя най-продължителния световен рекорд на спортни състезания от 2,09 m на Световното първенство в Рим през 1987 година. Този рекорд бива подобрен на 7 юли 2024 г. от Ярослава Магучих, която успява да скочи 2,10 m. При мъжете световният рекорд от 2,45 m принадлежи на Хавиер Сотомайор от Куба (1993 г.)
В началото се използва техниката наречена прекрачване (ножица), но с увеличаване на конкуренцията се включват нови по-ефективни техники, една от които е фосбъри.

## История
Първото състезание по висок скок се състои в Шотландия през 19 век. Първите скачачи използват директен подход. По-късно към летвата започва да се подхожда диагонално и тя се преодолява чрез прекрачване (ножица). Прекрачването е най-лесният и достъпен начин на скачане. Не изисква скъпо оборудване, специални подложки от пяна, тъй като скачачът се приземява на краката си (преди всичко на маховия) и може да скочи в пясъчна яма. При извършване на скок бягането се извършва наклонено към линията на летвата от страната на маховия крак, отблъскването се извършва от по-отдалечения от летвата крак.
Махът се извършва най-близо до летвата, отначало почти прав, за да се увеличи моментът на махане, след това маховият крак е леко сгънат в коляното, тялото се навежда напред, за да понижи позицията на центъра на масата на тялото. Атлетът първо прехвърля вътрешния крак, след което и другия. Маховият крак пада рязко отвъд летвата, а отблъскващият крак се движи нагоре и се прехвърля над летвата в този момент с обърнат навън крак, торсът се навежда леко към летвата. Скачачът се приземява на маховия крак.
Именно тази техника е преобладаваща на Летните олимпийски игри през 1936 г. в Берлин. Този метод е бил използван от напреднали състезатели до около 1937 г. и е довел световния рекорд за мъже до 2,09 m.
Модифициран начин на ножицата е наречен „вълнà“, при който бягането се извършва по права линия, под ъгъл спрямо летвата 60 – 70 ° или под прав ъгъл. Името на скока се дължи на факта, че тялото на спортиста и маховият крак в полет над летвата приличат на дъга. Спортистът се приземява на маховия крак. Начинът е показан за първи път през 1895 г. от американеца Майкъл Суини, който преодолява височина от 197 cm.
След това се разработва подобрена техника, наречена превъртане. Състезателят, бягащ под наклон към линията на летвата от страната на оттласкващия крак, се отблъсква с крака, който е по-близо до летвата, превърта се над нея и се приземява на оттласкващия крак. Методът позволява да се приближи центърът на масата на тялото до летвата, но не осигурява позицията му под летвата, като следващите стилове.
През следващите няколко десетилетия най-успешни са съветските и американските скачачи, които въвеждат техники с коремно и гръбно преобръщане, при които центърът на масата на тялото остава под летвата. Така със същите усилия, както досега атлетът може да преодолее по-голяма височина.
Преобръщането (или претъркаляне) е известно още като страдъл и има три варианта: странично, паралелно и гмуркащо. Те възникват в този ред и позволяват все по-големи височини на скока. При страничното преобръщане скачачите преминават над напречната летва в странично легнало положение. Паралелното и гмуркащото преобръщане могат да се наричат коремно преобръщане или коремно претъркаляне.
При паралелния разкрач водещият крак се маха високо и изправен, а главата и тялото преминават летвата едновременно. Скачачът се преобръща над летвата с корем към нея. Чарлз Дюма, първият скачач, преодолял 2,10 метра, и Джон Томас (сребърен медалист от Летните олимпийски игри през 1964 г.) са използвали тази техника.
Съветският лекоатлет Валерий Брумел подобрява коремното преобръщане и се гмурка, като главата му преминава над летвата преди тялото – гмуркащо коремно претъркаляне.
Така той на 29.01.1961 г. поставя нов световен рекорд на закрито от 2,25 m и подобрява 5 пъти световния рекорд на открито: 14.7.1961 г. – 2,23 m, август 1961 г. – 2,25 m, 1962 г. – 2,26 m и 2,27 m и август 1963 г. – 2,28 m. През 1961 г. е признат за най-добрият спортист в света, а през 1964 г. става олимпийски шампион и спечелва златен медал на Летните олимпийски игри през 1964 г. в Токио с 2,18 m.
Вероятно най-екстремният представител на гмуркащото преобръщане е Боб Авант, който преодолява 2,10 m през 1961 г. Техниката на Авант е близка до чисто гмуркане, само с леко повдигане на коляното на водещия крак.
В този стил българската спортистка Йорданка Благоева през 1972 г. става олимпийска вицешампионка и след 20 дни на 24 септември поставя нов световен рекорд за жени – 194 cm. През 1974 г. тя подобрява и световния рекорд в зала, като преодолява 192 cm на Европейско първенство.
През 1977 г. германката Розмари Акерман поставя нов световен рекорд за жени с 200 cm и става първата жена в света, скочила 2 m височина. Рекордьорка на височини 2 m и повече е българката Стефка Костадинова, която ги е преодолялавала 195 пъти в период от 12 години и 9 месеца (1984 – 1997). Втора е Бланка Влашич със 166 такива скока за 12 г. и 1 м. (2003 – 2015).
Дик Фосбъри е на 16 години, когато изобретява нова техника за висок скок с гръбно преобръщане, която започва да се нарича „стил Фосбъри“. С нея той спечелва златен медал на Летните олимпийски игри през 1968 г. в Мексико Сити с нов олимпийски рекорд 2,24 m.
Възползвайки се от повдигнатите и по-меките места за приземяване по това време, той захожда към летвата с гръб с рамената напред, огъвайки гърба си и падайки по начин, който иначе би му счупил врата при старите настилки за приземяване от дървени стърготини.
Когато скача по този начин, спортистът се разбягва наклонено по широка дъга от страната на маховия крак (както при „прекрачване“), така че в процеса на отблъскване да създаде въртящ момент, за да обърне тялото обратно към летвата. По време на отблъскването с отдалечения от летвата бутащ крак, тазът се обръща и, летейки нагоре, спортистът се обръща с гръб към летвата, последователно прехвърляйки части на тялото през летвата, което е неоспоримо биомеханично предимство. При извършване на правилния преход над летвата, раменете се спускат зад нея от едната страна, а краката се държат от другата, което постига позицията на центъра на масата на тялото под летвата. Когато тазът също минава над летвата, тазобедрените стави бързо се огъват и краката се изправят. Скачачът пада по гръб, краката са прави. Центърът на масата на спортиста, когато минава тялото над щангата, минава под нея. Високата скорост на излитане му позволява по-голямата част от импулса на тялото напред да я преобразува нагоре.
В редица държави новият стил не е популярен дълго време, включително поради факта, че няма достатъчно подложки от пяна за падане на гръб. Приземяването по този начин в пясъка е изключително травматично. Първият спортист от СССР, който използва скока на Фосбъри, е Кестутис Шапка. Той леко променя атаката на летвата, като вдига нагоре ръката, която е най-близо до нея.
Постепенно техниката на Фосбъри започва да доминира на международните състезания по висок скок. На 11 юли 1973 г. с този стил американският атлет Дуайт Стоунс поставя нов световен рекорд, като става първият, който покорява желаната кръгла височина от 230 cm. Подобрява рекорда си 2 пъти: 231 cm на 5.6.1976 г. и 232 cm на 4.8.1976 г. Осем години след това поставя личния си рекорд 234 cm.
Стилът „коремно преобръщане“ обаче не се отказа веднага. През 1977 г. съветският спортист Владимир Яшченко, скачайки в този стил, поставя рекорд от 233 cm и след това добавя още един сантиметър към него. Това постижение от 2 m 34 cm е последният световен рекорд в стил „коремно преобръщане“. През 1980 г. полякът Яцек Вшола в стил Фосбъри покорява 2 m 35 cm и оттогава този метод става общоприет.
Българската лекоатлетка Людмила Андонова на 20 юли 1984 г. в Източен Берлин в същия стил поставя световен рекорд за жени 207 cm, който я нарежда на четвърто място във вечната ранглиста на тази дисциплина. Това заедно със златния медал от алтернативната олимпиада преди 1 месец ѝ донася през 1984 година заслужения приз Спортист на годината на България и Спортист на Балканите.
През 1993 г. в този стил кубинецът Хавиер Сотомайор вдига световния рекорд до 2 m 45 cm.

## Най-добри атлети
- Към юли 2018 г.[13][14][15][16]

### Мъже
| Ранг | Височина | Атлет              | Дата                | Място                  | Изт.   |
| ---- | -------- | ------------------ | ------------------- | ---------------------- | ------ |
| 1    | 2,45 m   | Хавиер Сотомайор   | 27 юли 1993 г.      | Саламанка              |        |
| 2    | 2,43 m   | Мутаз Еса Баршим   | 5 септември 2014 г. | Брюксел                | [ 17 ] |
| 3    | 2,42 m   | Патрик Шьоберг     | 30 юни 1987 г.      | Стокхолм               |        |
| 3    | 2,42 m   | Карло Тренхард     | 26 февруари 1988 г. | Берлин (на закрито)    |        |
| 3    | 2,42 m   | Иван Ухов          | 25 февруари 2014 г. | Прага (на закрито)     | [ 18 ] |
| 3    | 2,42 m   | Богдан Бондаренко  | 14 юни 2014 г.      | Ню Йорк                | [ 19 ] |
| 7    | 2,41 m   | Игор Паклин        | 4 септември 1985 г. | Кобе                   |        |
| 8    | 2,40 m   | Рудолф Поварницин  | 11 август 1985 г.   | Донецк                 |        |
| 8    | 2,40 m   | Сорин Матей        | 20 юни 1990 г.      | Братислава             |        |
| 8    | 2,40 m   | Холис Конуей       | 10 март 1991 г.     | Севиля (на закрито)    |        |
| 8    | 2,40 m   | Чарлз Остин        | 7 август 1991 г.    | Цюрих                  |        |
| 8    | 2,40 m   | Вячеслав Воронин   | 5 август 2000 г.    | Лондон                 |        |
| 8    | 2,40 m   | Стефан Холм        | 6 март 2005 г.      | Мадрид (на закрито)    |        |
| 8    | 2,40 m   | Алексей Дмитрик    | 8 февруари 2014 г.  | Арнщат (на закрито)    |        |
| 8    | 2,40 m   | Дерек Друен        | 25 април 2014 г.    | Де Мойн                |        |
| 8    | 2,40 m   | Андрий Проценко    | 3 юли 2014 г.       | Лозана                 | [ 20 ] |
| 8    | 2,40 m   | Данил Лисенко      | 20 юли 2018 г.      | Монако                 | [ 21 ] |
| 18   | 2,39 m   | Джу Дзиенхуа       | 10 юни 1984 г.      | Еберщат                |        |
| 18   | 2,39 m   | Дитмар Мьогенбург  | 24 февруари 1985 г. | Кьолн (на закрито)     |        |
| 18   | 2,39 m   | Ралф Зон           | 1 март 1991 г.      | Берлин (на закрито)    |        |
| 18   | 2,39 m   | Джанмарко Тамбери  | 15 юли 2016 г.      | Монако                 | [ 22 ] |
| 22   | 2,38 m   | Геннадий Авдеенко  | 6 септември 1987 г. | Рим                    |        |
| 22   | 2,38 m   | Сергей Малченко    | 4 септември 1988 г. | Банска Бистрица        |        |
| 22   | 2,38 m   | Драгутин Топич     | 1 август 1993 г.    | Белград                |        |
| 22   | 2,38 m   | Стийв Смит         | 4 февруари 1994 г.  | Вупертал (на закрито)  |        |
| 22   | 2,38 m   | Волф Хендрик-Байер | 10 март 1994 г.     | Вайнхайм (на закрито)  |        |
| 22   | 2,38 m   | Той Кемп           | 12 юли 1995 г.      | Ница                   |        |
| 22   | 2,38 m   | Артур Партика      | 18 август 1996 г.   | Еберщат                |        |
| 22   | 2,38 m   | Мат Хемингуей      | 4 март 2000 г.      | Атланта (на закрито)   |        |
| 22   | 2,38 m   | Ярослав Рибаков    | 15 февруари 2005 г. | Стокхолм (на закрито)  |        |
| 22   | 2,38 m   | Жак Фрайтаг        | 5 март 2005 г.      | Оудсхорн               |        |
| 22   | 2,38 m   | Андрий Соколовский | 8 юли 2005 г.       | Рим                    |        |
| 22   | 2,38 m   | Андрей Силнов      | 25 юли 2005 г.      | Лондон                 |        |
| 22   | 2,38 m   | Линус Тьорнблад    | 25 февруари 2007 г. | Гьотеборг (на закрито) |        |
| 22   | 2,38 m   | Джан Гуоуей        | 30 май 2015 г.      | Юджийн                 |        |

### Жени
| Ранг | Височина | Атлет                | Дата                 | Място                        | Изт.   |
| ---- | -------- | -------------------- | -------------------- | ---------------------------- | ------ |
| 1    | 2,10 m   | Ярослава Магучих     | 7 юли 2024 г.        | Париж                        |        |
| 2    | 2,09 m   | Стефка Костадинова   | 30 август 1987 г.    | Рим                          |        |
| 3    | 2,08 m   | Кайша Бергквист      | 6 февруари 2006 г.   | Арнщат (на закрито)          |        |
| 3    | 2,08 m   | Бланка Влашич        | 31 август 2009 г.    | Загреб                       |        |
| 4    | 2,07 m   | Людмила Андонова     | 20 юли 1984 г.       | Берлин                       |        |
| 4    | 2,07 m   | Хайке Хенкел         | 8 февруари 1992 г.   | Карлсруе (на закрито)        |        |
| 4    | 2,07 m   | Анна Чичерова        | 22 юли 2011 г.       | Чебоксари                    |        |
| 7    | 2,06 m   | Хестри Клоет         | 31 август 2003 г.    | Париж                        |        |
| 7    | 2,06 m   | Елена Слесаренко     | 28 август 2004 г.    | Атина                        |        |
| 7    | 2,06 m   | Ариане Фридрих       | 14 юли 2009 г.       | Берлин                       |        |
| 7    | 2,06 m   | Мария Ласицкене      | 6 юли 2017 г.        | Лозана                       | [ 23 ] |
| 11   | 2,05 m   | Тамара Бикова        | 22 юни 1984 г.       | Киев                         |        |
| 11   | 2,05 m   | Инга Бабакова        | 15 септември 1995 г. | Токио                        |        |
| 11   | 2,05 m   | Тиа Хелебаут         | 23 август 2008 г.    | Пекин                        |        |
| 11   | 2,05 m   | Шанте Лоу            | 26 юни 2010 г.       | Де Мойн                      |        |
| 15   | 2,04 m   | Силвия Коста         | 9 септември 1989 г.  | Барселона                    |        |
| 15   | 2,04 m   | Алина Астафей        | 3 март 1995 г.       | Берлин (на закрито)          |        |
| 15   | 2,04 m   | Венелина Венева      | 2 юни 2002 г.        | Каламата                     |        |
| 15   | 2,04 m   | Антониета Ди Мартино | 9 февруари 2011 г.   | Банска Бистрица (на закрито) |        |
| 15   | 2,04 m   | Ирина Гордеева       | 19 август 2012 г.    | Еберщат                      |        |
| 15   | 2,04 m   | Бриджита Барет       | 22 юни 2013 г.       | Де Мойн                      |        |
| 22   | 2,03 m   | Улрике Мейфарт       | 21 август 1983 г.    | Лондон                       |        |
| 22   | 2,03 m   | Луиз Ритър           | 8 юли 1988 г.        | Остин                        |        |
| 22   | 2,03 m   | Татяна Моткова       | 30 май 1995 г.       | Братислава                   |        |
| 22   | 2,03 m   | Ники Бакояни         | 3 август 1996 г.     | Атланта                      |        |
| 22   | 2,03 m   | Моника Ягър          | 23 януари 1999 г.    | Букурещ (на закрито)         |        |
| 22   | 2,03 m   | Марина Купцова       | 2 март 2002 г.       | Виена (на закрито)           |        |
| 22   | 2,03 m   | Светлана Школина     | 11 август 2012 г.    | Лондон                       |        |